# یاروسلاوا اوبرمائیرووا
یاروسلاوا اوبرمائیرووا (چکی: Jaroslava Obermaierová؛ زادهٔ ۱۰ آوریل ۱۹۴۶) بازیگر اهل جمهوری چک است.
از فیلم‌ها یا برنامه‌های تلویزیونی که وی در آن نقش داشته‌است، می‌توان به پتک جادوگران، خیابان و بفرمایید شام اشاره کرد.